# Sinogiant Group
De Sinogiant Group, ook gekend als de Xinhua Metallurgical Group, is een grote private Chinese staalgroep uit de provincie Hebei. De groep behoort tot de dertig grootste staalproducenten van de wereld.

## Activiteiten
De voornaamste onderdelen van de Sinogiant-groep zijn de grote geïntegreerde staalfabrieken in Cangzhou en Fengnan. Ze hebben eigen sinter- en cokesfabrieken, hoogovens, walserijen en galvaniseringslijnen om ijzererts te verwerken tot vlakstaal. Beiden liggen bij een haven aan de Golf van Bohai.
| Fabriek                                                 | Plaats   | Startjaar | Producten        | Ruwstaalcapaciteit |
| ------------------------------------------------------- | -------- | --------- | ---------------- | ------------------ |
| Cangzhou China Railway Equipment Manufacturing Material | Cangzhou | 2007      | dikke platen     | 7,5 mt/jaar        |
| Fengnan Steel                                           | Fengnan  | 2019      | rollen bandstaal | 3,8 mt/2020        |

In Cangzhou worden dikke staalplaten gemaakt die onder meer gebruikt worden om buizen voor pijpleidingen te maken en spoorwegmaterieel te bouwen.

## Geschiedenis
In 2003 werd bandstaalproducent Handan Zongheng Steel opgericht en gebouwd in Handan. De fabriek werd uitgebouwd tot vier hoogovens met een capaciteit van zo'n 3 miljoen ton op jaarbasis. In 2006 werd Cangzhou China Railway Equipment Manufacturing Materials opgericht in Cangzhou.
In 2017 bouwde Handan Zongheng Steel in het kader van het dertiende vijfjarenplan een nieuwe grote bandstaalfabriek in Fengnan. Deze werd in maart 2019 in gebruik genomen met een productiecapaciteit van 3,8 miljoen ton per jaar. Die capaciteit zal in een tweede fase nog verdubbeld worden. De hoogovens in Handan werden tussen 2015 en 2017 stilgelegd.